# Henry Percy
Henry Percy, detto Hotspur (Testacalda, lett. "sperone di fuoco"; Northumberland, 20 maggio 1364 – Shrewsbury, 21 luglio 1403), è stato un cavaliere medievale inglese che si ribellò contro Enrico IV.

## Biografia
Era il figlio maggiore di Henry Percy, I conte di Northumberland e signore di Alnwick, e di Margaret Neville. Il soprannome Hotspur gli fu attribuito dagli scozzesi per il suo ardore in battaglia.
Pare che vi siano voci contrastanti circa il luogo di nascita di Henry Percy: alcuni sostengono che sia nato presso il castello di Spofforth, in Yorkshire, altri al castello di Alnwick in Northumberland, altri ancora presso il castello di Warkworth. Riuscì a guadagnarsi precocemente una discreta fama di guerriero, combattendo contro gli scozzesi e i francesi; affrontò, fra gli altri, l'esercito di James Douglas nella battaglia di Otterburn nell'agosto del 1388 e fu fatto prigioniero, ma successivamente riscattato. Si recò a Calais nel 1391 e ricoprì l'incarico di governatore di Bordeaux dal 1393 al 1395.
Al suo ritorno dalla Francia, Henry e suo padre si prodigarono per deporre il re Riccardo II in favore di Enrico di Bolingbroke, che successivamente divenne Enrico IV. Assieme a suo padre prese parte alla battaglia di Humbleton Hill.

### Ribellione e morte
Successivamente, assieme allo zio paterno Thomas Percy, I conte di Worcester, condusse una ribellione contro Enrico IV nel 1403, costituendo un'alleanza con il ribelle gallese Owain Glyndŵr. Prima che potessero riunire assieme le proprie forze, Hotspur fu sconfitto ed ucciso nella battaglia di Shrewsbury; nell'atto di aprire la visiera del proprio elmo per poter meglio respirare, fu colpito a morte da un dardo che lo trafisse in bocca.
Enrico IV, fattosi portare il cadavere di Percy dopo la battaglia, si dice che abbia pianto e che ordinò di farlo seppellire. Così, Hotspur fu tumulato a Witchurch, Shropshire, ma più tardi venne riesumato per ordine dello stesso re, quando iniziarono a circolare voci circa l'eventualità che egli fosse ancora vivo. Il suo corpo fu dapprima esposto a Shrewsbury, impalato su di una lancia, poi tagliato in quattro parti e fatto girare per tutta l'Inghilterra. Il capo fu conficcato su un palo ed esposto presso i cancelli d'ingresso di York.

## Matrimonio e discendenti
Sposò Elizabeth Mortimer, figlia di Edmund Mortimer. Da tale unione ebbe tre figli:
- Henry Percy (1393 – 1455), futuro conte di Northumberland;
- Elizabeth Percy (1390 – 1437), che sposò John Clifford, VII barone di Clifford;
- Matilda Percy, morta giovane.

## Nella letteratura
Un colono di Henry Percy, John Harding, scrisse una storia d'Inghilterra che è principalmente la storia della grandezza della famiglia Percy. Tale racconto fu una delle risorse per l'"Enrico IV, Parte 1" di Shakespeare, che era sottotitolata "Con la battaglia di Shrewsburie, fra il Re e Lord Henry Percy, soprannominato Henry Hotspur del nord".
Harry Hotspur è un personaggio dell'Enrico IV di Shakespeare e nella letteratura britannica è considerato l'archetipo dell'eroe romantico.
Al personaggio shakespiriano si ispirarono i fondatori del Tottenham Hotspur Football Club - studenti di college - per dare il nome alla loro squadra.